# Chico Bouchikhi
Jahloul Bouchikhi, conegut com a Chico Bouchikhi (Arle, Provença, 13 d'octubre de 1954), és un músic i guitarrista occità d'origen magrebí que fou membre fundador del grup musical Gipsy Kings i, més tard, de Chico & the Gypsies. És enviat especial per a la pau de la UNESCO i el 1994 va actuar amb el seu grup a Noruega, davant de Shimon Peres i Yasser Arafat, durant el primer aniversari dels acords d'Oslo.
Bouchikhi és fill de pare marroquí i mare algeriana. Actualment, viu a Sant Romieg de Provença. El seu germà, Ahmed Bouchiki, va ser assassinat per agents del Mossad al poble noruec de Lillehammer el juliol de 1973, en l'anomenat Lillehammer affair (Bouchikhi fou confós fatalment per Ali Hassan Salameh, sospitós de ser un dels líders de la massacre de Múnic).

## Trajectòria
Pare de cinc fills (Réda, Chico, Myriam, Sonia i Mario), va estar casat amb Marthe Reyes, filla de José Reyes (el pare dels germans Reyes, membres del grup Gipsy Kings). Com a membre fundador dels Gipsy Kings, en fou productor, director artístic, músic i coautor dels temes que varen fer triomfar el grup a escala internacional el 1988. Abans, des de finals de la dècada de 1970, Brigitte Bardot ja havia fet d'aquest grup, símbol de la festa per excel·lència, els seus músics preferits, animadors de les seves festes d'aniversari amb qui li agradava ballar a les platges o a casa dels seus amics. Gràcies a les invitacions que rebien per a animar festes privades arreu, el grup començà a depassar els límits de Saint-Tropez.
Entre 1991 i 1992, els Gipsy Kings es varen separar; Chico creà un altre grup, "Chico & The Gypsies", i va reprendre el camí. El setembre de 1994, a Oslo, l'ONU els convidà juntament amb Harry Belafonte i Montserrat Caballé per a tocar a la celebració del primer aniversari del tractat de pau. El 9 de maig de 1996, el director general de la UNESCO el va nomenar «enviat especial de la UNESCO per a la pau», amb el Comandant Cousteau de padrí. Actualment és encara «artista de la UNESCO per a la pau».
Durant més de 20 anys, el grup Chico & The Gypsies ha anat actuant pertot i ha participat en nombrosos esdeveniments (París, Nova York, Tòquio, Moscou, Beirut, Dubai, etc.) El 2016 varen publicar un nou àlbum, Color 80’s, amb què commemoraven els seus quaranta anys de carrera.

## Discografia

### Com a membre dels Gipsy Kings
- 1982: Allegria
- 1983: Luna de Fuego
- 1988: Gipsy Kings
- 1989: Mosaïque

### Com a membre de Chico & the Gypsies
Àlbums d'estudi
- 1992: Tengo Tengo
- 1996: Vagabundo
- 1998: Nomade
- 2003: Bamboleo
- 2004: Disque d'or
- 2005: Freedom
- 2008: Suerte
- 2011: Chantent Charles Aznavour
- 2012: Chico & The Gypsies... & Friends
- 2013: Fiesta
- 2014: Chico & The Gypsies & International Friends
- 2016: Color 80's i Color 80's Vol. 2

Àlbums en directe
- 1992: Live - Olympia Bruno Coquatrix
- 2012: Live from Olympia Theater Paris

Senzills
- 1996: "Marina"
- 1998: "Nomade 'Ya Rayah'"

## Distincions
- Chevalier des Arts et des Lettres, el 2000
- Chevalier de la Légion d'honneur, promoció de l'u de gener del 2015[4]